# Oraesia aeneofusa
Oraesia aeneofusa là một loài bướm đêm trong họ Noctuidae.